# 特里伊恰泰
特里伊恰泰（烏克蘭語：Трійчате），是烏克蘭東部哈爾科夫州洛佐瓦區阿列克西伊夫卡市镇内的鄉村居民點。始建於1962年，面積2.65平方公里，海拔高度200米，2001年人口742。
2016年以前该地名为共青村（Комсомольське）。